# Борил (остров)
 Тази статия е за българския дунавски остров.  За българския цар от ХIII век вижте Борил.  
Остров Борил (на румънски Драговей, до 1942 г. Бешлии) е български дунавски остров, разположен от 636,6 до 640,4 km по течението на реката в Област Плевен, Община Долна Митрополия. Площта му е 2,1 km2, която му отрежда 10-о място по големина сред българските дунавски острови.
Островът се намира северно от село Байкал и североизточно от устието на река Искър. Има елипсовидна форма с дължина 3,2 km и ширина около 1 km. От румънския бряг го отделя плитък и тесен (до 20 m) канал, а от българския – канал с минимална ширина от 950 m. Максималната му надморска височина е 36 m и се намира в северозападната му част и представлява около 11 m денивелация над нивото на река Дунав. Остров Борил е изграден от речни наноси и е обрасъл предимно с върба. При високи дунавски води източната, ниска част на острова се залива. Отдалечеността си от българския бряг прави островът практически неизползваем, но поради близостта си до румънския и плиткия и тесен канал, който го отделя от него го прави удобно място за паша на румънски добитък. Западно от остров Борил се намира по-малкия остров Малък Борил, който изцяло е включен в защитената местност Остров Малък Борил.

## Топографска карта
- Лист от карта K-35-1. Мащаб: 1 : 100 000.